# Milano-Vignola 1959
La Milano-Vignola 1959, settima edizione della corsa, si svolse il 26 luglio 1959 lungo un percorso totale di 252 km. Fu vinta dall'italiano Adriano Zamboni che terminò la gara in 6h03'00".

## Ordine d'arrivo (Top 10)
| Pos. | Corridore        | Squadra    | Tempo    |
| ---- | ---------------- | ---------- | -------- |
| 1    | Adriano Zamboni  | Mondia     | 6h03'00" |
| 2    | Nello Velucchi   | Atala      | s.t.     |
| 3    | Roberto Falaschi | Ignis      | s.t.     |
| 4    | Angelo Conterno  | Carpano    | s.t.     |
| 5    | Walter Almaviva  | Bianchi    | s.t.     |
| 6    | Diego Ronchini   | Bianchi    | s.t.     |
| 7    | Rino Benedetti   | Ghigi      | s.t.     |
| 8    | Oreste Magni     | EMI-Guerra | s.t.     |
| 9    | Silvano Ciampi   | Bianchi    | s.t.     |
| 10   | Aldo Moser       | EMI-Guerra | s.t.     |